# جوهانس ماير
جوهانس ماير (بالدنماركية: Johannes Meyer)‏ (و. 1884 – 1972 م) هو ممثل، وممثل مسرحي، من الدنمارك، توفي في كوبنهاغن، عن عمر يناهز 88 عاماً.

## وصلات خارجية
- جوهانس ماير على موقع IMDb (الإنجليزية)
- جوهانس ماير على موقع ألو سيني (الفرنسية)
- جوهانس ماير على موقع قاعدة بيانات الأفلام السويدية (السويدية)
- جوهانس ماير على موقع ديسكوغز (الإنجليزية)
- جوهانس ماير على موقع قاعدة بيانات الفيلم (الإنجليزية)
- جوهانس ماير على موقع كينوبويسك (الروسية)